# Quiz and Dragons: Capcom Quiz Game
Quiz and Dragons: Capcom Quiz Game est un jeu vidéo de quiz sorti en 1992 sur système d'arcade CP System. Le jeu a été développé et édité par Capcom. Il s'inspire fortement de l'ambiance de jeux de rôle du genre fantasy. Il a été porté en 2006 sur plate-forme Sony et sur Xbox,.

## Système de jeu
Le joueur choisit un des quatre aventuriers entre le guerrier, le ninja, l'amazone et le magicien, et doit répondre correctement aux questions pour tenter d'arrêter la destruction du royaume par le sorcier malfaisant Gordion.

## Portages
- PlayStation Portable : 2006 dans la compilation Capcom Classics Collection Remixed
- PlayStation 2 : 2006 dans la compilation Capcom Classics Collection Volume 2
- Xbox : 2006 dans la compilation Capcom Classics Collection Volume 2